# Хауърд (окръг, Мериленд)
Вижте пояснителната страница за други значения на Хауърд.
Окръг Хауърд (на английски: Howard County) е окръг в щата Мериленд, Съединени американски щати. Площта му е 658 km², а населението – 317 233 души (2016). Административен център е Еликот Сити.